# Гемодез
Гемодез — лекарственный препарат, назначался ранее в виде внутривенных вливаний в качестве плазмозамещающего и дезинтоксикационного средства. Представлял собою водно-солевой раствор, содержащий 6 % низкомолекулярного поливинилпирролидона и ионы натрия, калия, кальция, магния и хлора (использовался поливинилпирролидон с молекулярной массой 12 600 ± 2 700).

## Показания к применению
С середины 60-х по 2005 год гемодез широко использовался в медицинской и ветеринарной практике в качестве дезинтоксикационного средства при сепсисе различного генезиса, токсических формах острых инфекционных кишечных заболеваний (дизентерия, сальмонеллёзы и др.); как средство дезинтоксикации в послеоперационном периоде при перитонитах; при заболеваниях печени, сопровождающихся развитием печеночной недостаточности; при ожоговой болезни; острой лучевой болезни; бактеримиях, а также гемолитической болезни новорожденных, внутриутробной инфекции и токсемии новорожденных.

## Причины снятия с производства
Лоббистами фармацевтических компаний была организована информационная компания по дискредитации препарата. В частности были выдвинуты необоснованные версии о наличии в препарате наркотического вещества, о связи применения препарата с редукцией диуреза на основании статистически не значимых показаний при нерелевантных условиях (которые могли быть получены только при длительном лечении хронических интоксикаций и с применением большого количества препаратов), а также не смотря на положительный опыт применения препарата в ветеринарии, активно распространялись версии о плацебо-эффекте применения данного препарата.
Это позволило удалить с фармацевтического рынка препарат в течение длительного времени доказавший свою эффективность, в пользу коммерчески более значимых заменителей.
Другой серьезной причиной ограничения применения и производства препарата стало полное отсутствие доказательной базы: в открытых источниках нет данных, подтверждённых рандомизированными контролируемыми исследованиями (РКИ) или метаанализами. В связи с этим препарат не включён в клинические рекомендации авторитетных международных организаций, таких как Всемирная организация здравоохранения (ВОЗ), Европейское агентство по лекарственным средствам (EMA) и Американская медицинская ассоциация (AMA).

## Заменители
Для замены гемодеза в настоящее время используются различные инфузионные препараты, в том числе:
- Физиологический раствор
- Меглюмина натрия сукцинат
- Гемодез-Н
- Реосорбилакт